# Ferden
Ferden (toponimo tedesco) è un comune svizzero di 250 abitanti del Canton Vallese, nel distretto di Raron Occidentale.

## Geografia fisica

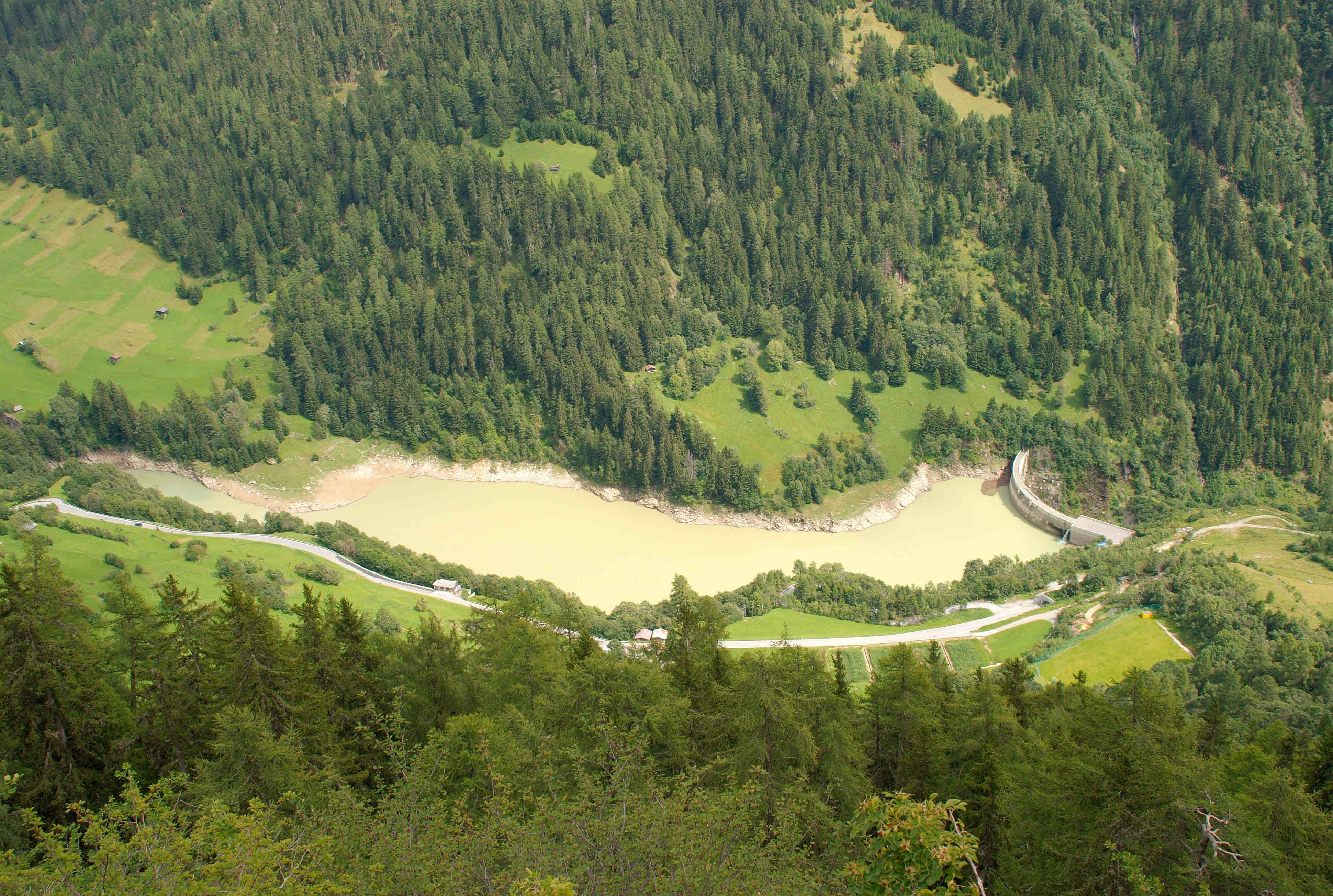
La diga e il lago di Ferden

Nel territorio comunale sorge la diga di Ferden, che forma l'omonimo lago.

## Monumenti e luoghi d'interesse
- Chiesa parrocchiale cattolica, eretta dopo il 1956[1].

## Società

### Evoluzione demografica
L'evoluzione demografica è riportata nella seguente tabella:
Abitanti censiti

## Infrastrutture e trasporti

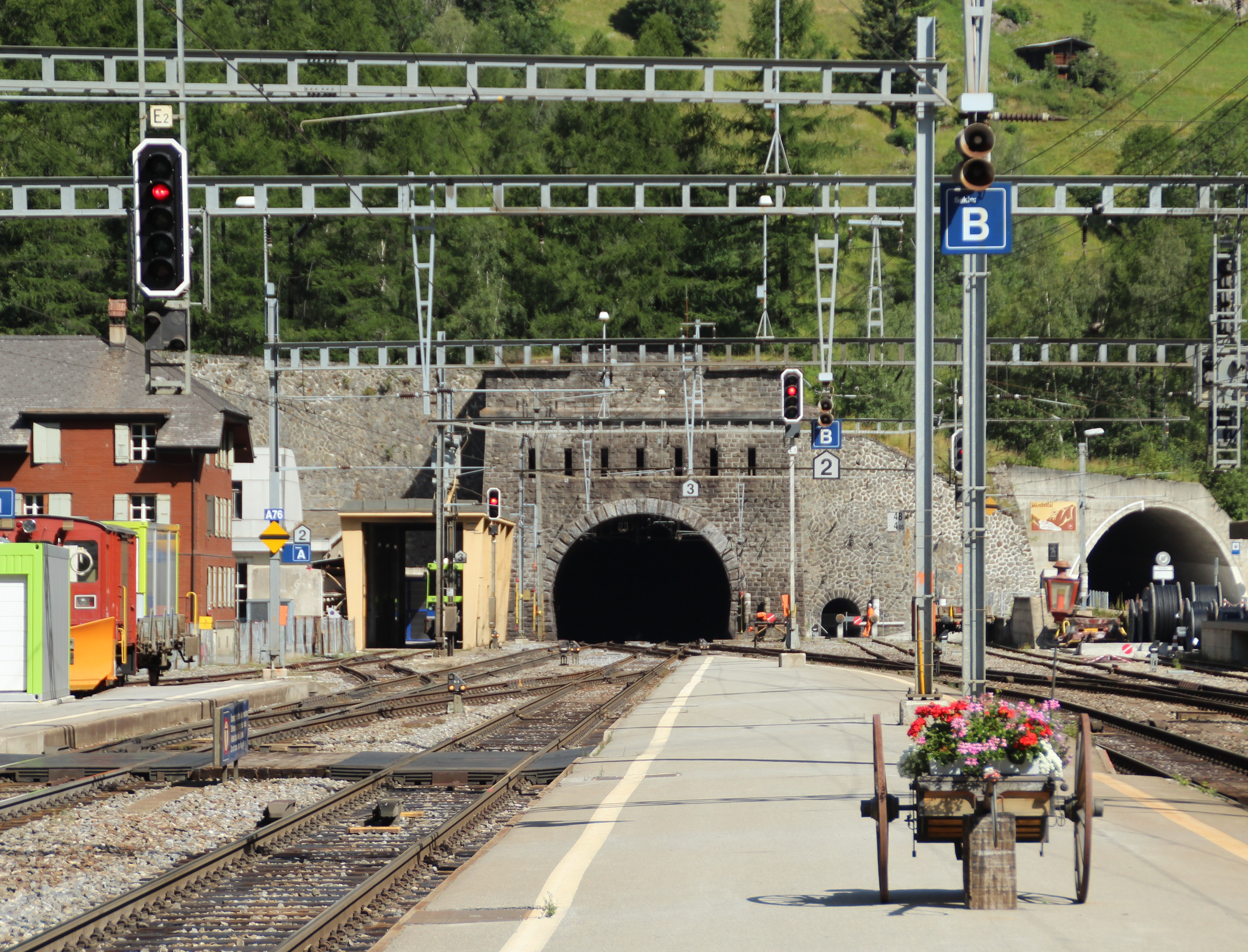
Il portale sud del traforo del Lötschberg

Ferden è servito dalla stazione di Goppenstein, sulla ferrovia del Lötschberg, presso il portale sud del traforo del Lötschberg.

## Amministrazione
Ogni famiglia originaria del luogo fa parte del cosiddetto comune patriziale e ha la responsabilità della manutenzione di ogni bene ricadente all'interno dei confini del comune.